# 디티알오토모티브
디티알오토모티브는 자동차용 튜브 생산하는 자동차부품제조업체이다. 코스피 상장기업이며, 코스피200 구성종목이기도 하다.